# Meispelt
Meispelt (en luxemburgués: Meespelt) és una vila de la comuna de Kehlen del districte de Luxemburg al cantó de Capellen i la seva capital. Està a uns 10,2 km de distància de la Ciutat de Luxemburg.